# Olga Svendsen
Olga Svendsen (22 de febrero de 1883 – 22 de octubre de 1942) fue una cantante y actriz de nacionalidad danesa. 

## Biografía
Su nombre completo era Olga Emilie Svendsen, y nació en Copenhague, Dinamarca. Criada en el Kastellet de esa ciudad, su padre era un sargento. Debutó en el año 1903 en el Dagmarteatret, actuando en los siguientes años en diferentes teatros provinciales. En 1907 llegó al Sønderbros Teater, donde obtuvo su gran oportunidad como actriz de revista.
Fue protagonista de varias películas, tanto mudas como sonoras, consiguiendo éxito por su trabajo en comedias, en el Scala-revyerne, y en el Cirkusrevyen, donde actuó hasta poco antes de fallecer.
Olga Svendsen falleció en Copenhague en el año 1942. Fue enterrada en el Cementerio Solbjerg Parkkirkegård.Tuvo una hija actriz, Elga Olga Svendsen.

## Selección de su filmografía
- Han, hun og Hamlet (1932)
- Vask, videnskab og velvære (1933)
- Med fuld musik (1933)
- Københavnere (1933)
- Den ny husassistent (1933)
- Kidnapped (1935)
- Provinsen kalder (1935)
- Bag Københavns kulisser (1935)
- Sjette trækning (1936)
- Snushanerne (1936)